# Hostivice-U hřbitova
Hostivice-U hřbitova je železniční zastávka, která se nachází u hřbitova ve východní části města Hostivice v okrese Praha-západ. Zastávka leží v km 22,493 jednokolejné trati Rudná u Prahy – Hostivice mezi stanicemi Rudná u Prahy a Hostivice.

## Historie
Zastávka byla dána do provozu 1. září 2014 současně s otevřením dalších čtyř zastávek v oblasti Rudné a Hostivice: Rudná u Prahy zastávka, Chýně, Jinočany a Hostivice-Sadová. Díky těmto novým zastávkám se pomocí vlaků na lince S65 zkrátila cesta do Prahy o půl hodiny oproti dosavadní autobusové dopravě.

## Popis zastávky
V zastávce je bezbariérově přístupné nástupiště z betonových prefabrikátů o délce 46 metrů, výška nástupní hrany je 550 mm nad temenem kolejnice. Cestujícím slouží prefabrikovaný betonový přístřešek. Cestující jsou informováni o jízdách vlaků pomocí rozhlasového zařízení, které je dálkově ovládáno z CDP Praha nebo z pracovistě pohotovostního výpravčího Beroun. Přímo u zastávky ve směru na Hostivici se v km 22,511 nachází železniční přejezd P2238 (silnice I/6), který je vybaven světelným přejezdovým zabezpečovacím zařízením se závorami.